# European Syriac Union
Die European Syriac Union ist ein Dachverband verschiedener syrisch-aramäischsprachige politischer Organisationen und Kulturvereine in Europa, die im Mai 2004 gegründet wurde. Die Gruppe entstand nach dem Verbot der Mesopotamia Freedom Party (Gabo d'Hirutho d'Bethnahrin, GHB, früher: Patriotic Revolutionary Organization of Bethnahrin, PROB / Bethnahrin Patriotic Revolution Organization). Die Organisation mit Sitz in Brüssel betreibt den Sender Suroyo TV.

## Vorgeschichte
Das Mesopotamia National Council war eine Organisation in der Türkei, die um die Anerkennung eines eigenen Staates für die Suryoye in Beth Nahrain kämpfte. Nach der weitgehenden Unterdrückung der Arbeiterpartei Kurdistans wurde auch die Trägerin des Council, die Mesopotamia Freedom Party Ziel von Unterdrückungsmaßnahmen. Seit 2003 ist das Mesopotamia Council als terroristische Organisation eingestuft und aufgelöst.
2004 gründeten 242 Delegierte die European Syriac Union zur Interessenvertretung der verschiedenen Gruppen in Europa.

## Mitglieder
- Syrianska-Assyriska Riksförbundet i Sverige (Schweden)
- Renyo Hiro Magazine (Schweden)
- Union of the Syriac Associations in Switzerland (Schweiz)
- Union of the Assyrian-Syriac Associations in Germany (Deutschland)
- Bethnahrin Information Bureau in the Netherlands (Niederlande)
- Institut Mésopotamie de Bruxelles (Belgien)
- Centre Culturel du Peuple de Mésopotamie in Belgium (Belgien)
- Assyrian-Syriac Culture Club of Vienna (Österreich)
- Assyrian-Chaldean-Syriac Union (ACSU)
- Union of the Free Women of Bethnahrin (HNHB)
- Union of the Youth of Mesopotamia (HCB)